# Trietylcitrat

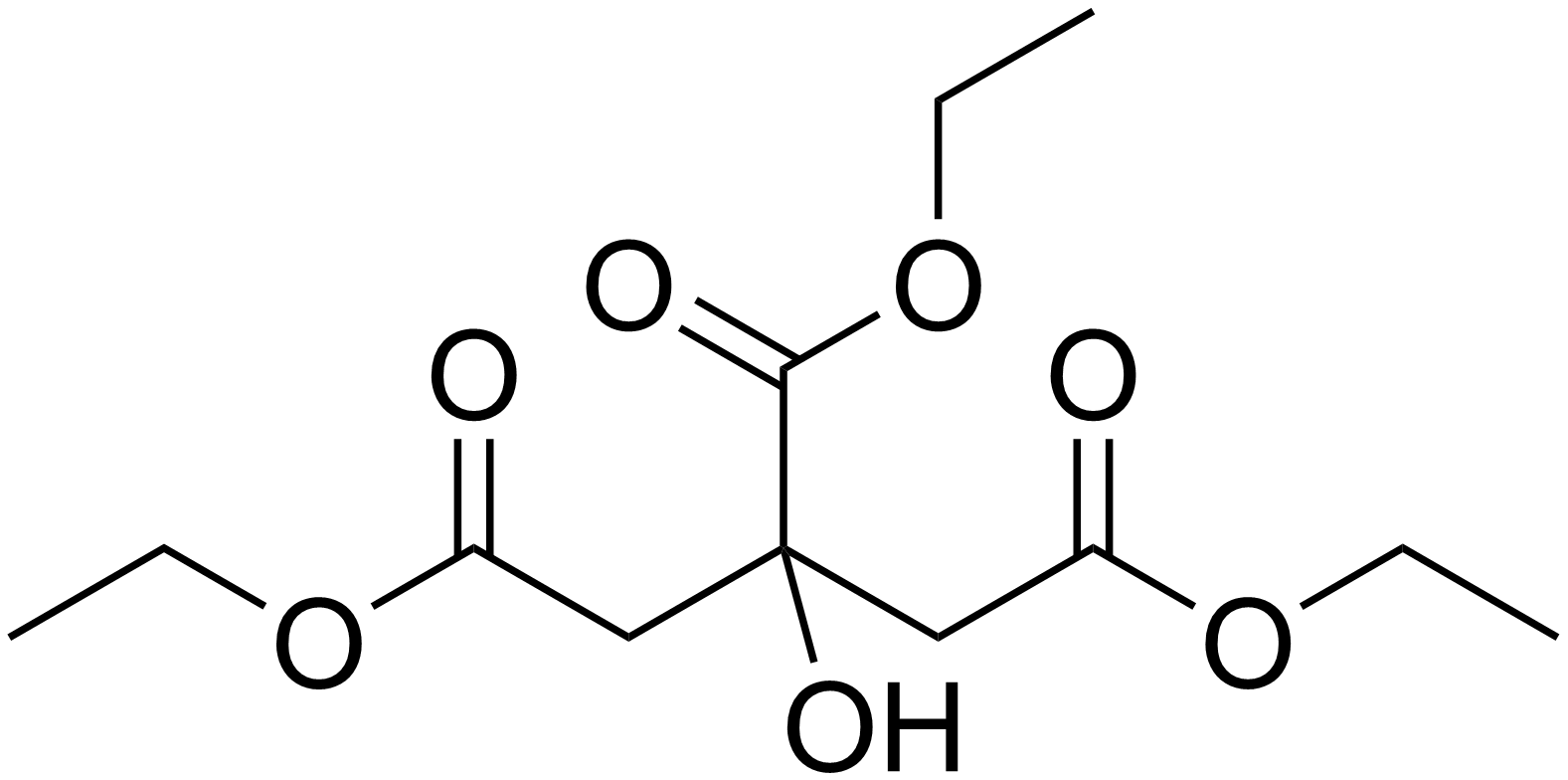
strukturformel

Trietylcitrat (E1505) är ett syntetiskt stabiliseringsmedel.
Stabiliseringsmedel används för att göra en vara homogen, till exempel för att inte jordgubbarna ska flyta upp till ytan i jordgubbssylten. Trietylcitrat används till exempel till torkad äggvita och i vissa läkemedel.